# 徳島駅クレメントプラザ

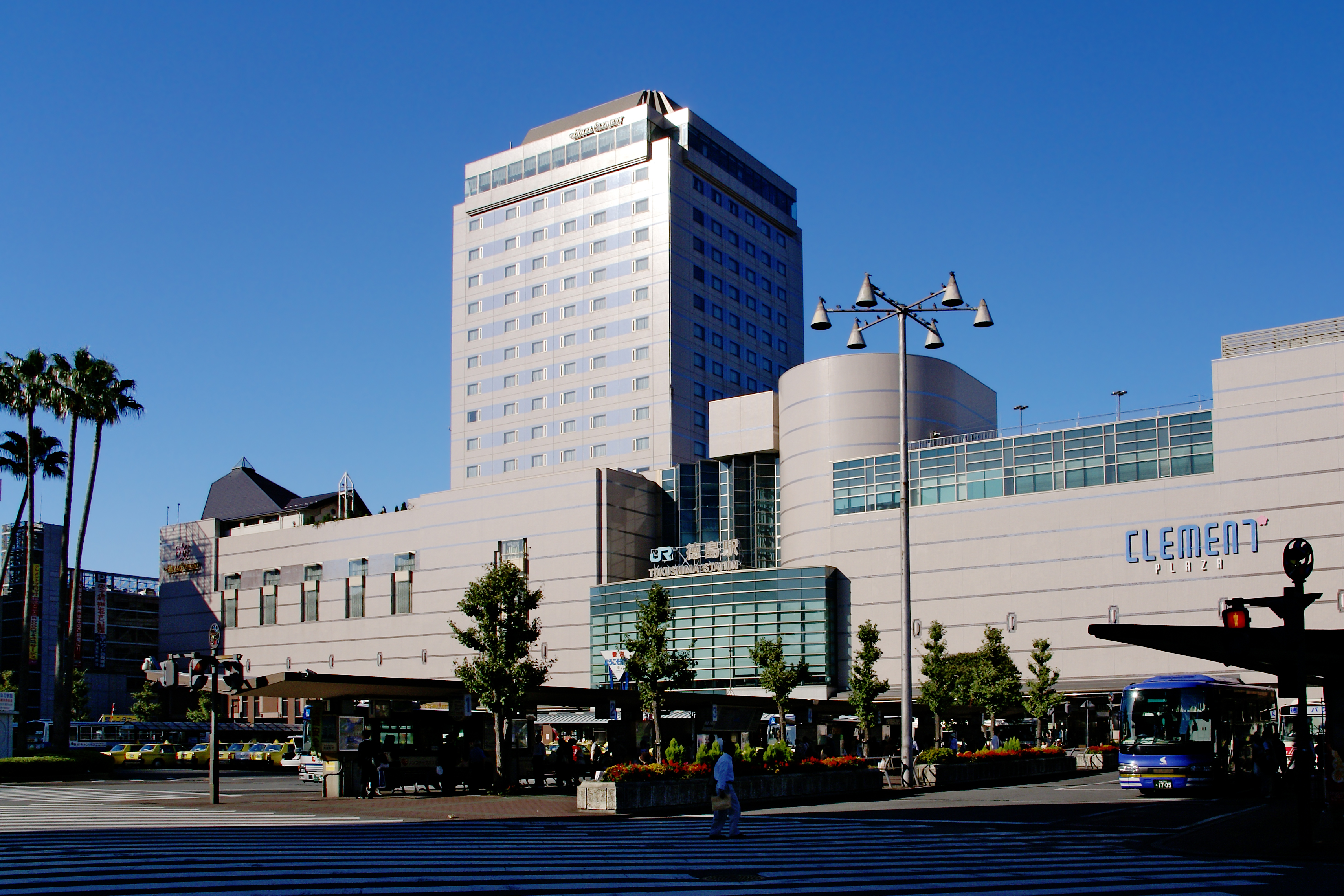
CLEMENTが旧ロゴ時代

徳島駅クレメントプラザ（とくしまえきクレメントプラザ）は、四国旅客鉄道（JR四国）徳島駅ビルの東側に入居する複合商業施設である。
クレメントプラザまたはクレメントと通称され、ロゴはCLEMENT PLAZAと表記される。

## 概要
徳島ターミナルビル株式会社（JR四国の子会社）がデベロッパーとなり1993年4月24日に開業。2014年10月1日に徳島ターミナルビルから分社し設立されたJR徳島駅ビル開発株式会社が運営を行っていた。2023年10月1日にJR四国ステーション開発株式会社に合併され、現在は同社徳島支店が運営している。
JTBやロッテリア、スターバックスをはじめとするテナントが入居し、店舗面積は約7,000m2となっている。なお、5階にハローワークやエフエム徳島、6階に徳島県によるパスポートセンターがそれぞれ開設されているほか、屋上では夏にビアガーデンが催される。
近隣には、徳島名店街、ダイワロイネットホテル徳島駅前（とくしまCITY跡地に建設）、アミコビル、ポッポ街等の商業・サービス施設が集積する。また西側部分はJRホテルクレメント徳島となっている。

## 館内の構成
個別テナントの入居状況は、公式サイトなどを参照。
- 地下1階 : お土産・駅バル横丁フロア
- 1階 : ウェルカムフロア
- 2階 : レディスファッションフロア
- 3階 : レディスファッション・ビューティーフロア
- 4階 : カルチャーフロア
- 5階 : レストランフロア
- 6階 : 国際交流フロア